# Hoằng Thăng
Hoằng Thăng (tiếng Mãn: ᡥᡡᠩ
ᡧᡝᠩ, Möllendorff: hūng šeng, chữ Hán: 弘昇 hoặc 弘升; 1696 – 1754) là một tông thất của nhà Thanh trong lịch sử Trung Quốc.

## Cuộc đời
Tông thất Hoằng Thăng sinh vào giờ Mùi, ngày 6 tháng 4 (âm lịch) năm Khang Hi thứ 35 (1696), trong gia tộc Ái Tân Giác La. Ông là con trai trưởng của Hằng Ôn Thân vương Dận Kì, mẹ là Trắc Phúc tấn Lưu Giai thị (劉佳氏). Vì Đích phúc tấn của Dận Kỳ không có con trai nên tháng 12 năm Khang Hi thứ 59 (ngày 3 tháng 1 năm 1721), với danh phận là con trai trưởng, ông được phong Thế tử của Hằng vương phủ, được ban bổng lộc chiếu theo phẩm cấp Bối tử. 1 tháng sau, Khang Hi Đế lệnh cho Hoằng Thăng theo Hoàng tam tử Thành Thân vương Dận Chỉ, Hoàng thập lục tử Dận Lộc và Hoàng thập thất tử Dận Lễ đến làm lễ tế tại Tạm an Phụng điện, Hiếu lăng và Hiếu Đông lăng. Tháng 11 năm Khang Hi thứ 61 (1722), Khang Hi Đế qua đời, di chiếu truyền ngôi cho Hoàng tứ tử Dận Chân; trong quá trình diễn ra đại tang của Khang Hi, Hoằng Thăng và Dận Lộc được giao trách nhiệm bảo vệ cung cấm. Đến tháng 12, Hoằng Thằng được phong làm Tả dực Tiền phong Thống lĩnh.
Tháng 3 năm Ung Chính đầu tiên (1723), ông được thăng làm làm Đô thống Mãn Châu Tương Bạch kỳ. Năm thứ 3 (1725), ông được giao cho quản lý sự vụ Thượng tứ viện (上驷院). Tháng 2 năm sau, ông quản lý sự vụ cả ba kỳ (Mãn Châu, Mông Cổ và Hán quân) Tương Bạch kỳ. Năm thứ 5 (1727), Ung Chính Đế hạ dụ chỉ cho Tông Nhân Phủ rằng "Hoằng Thăng xử lý công vụ nhưng lại không coi trọng công việc của mình, nhiều lần dạy bảo nhưng vẫn không sửa đổi, vậy thì không cần xử lý công vụ nữa, giao cho Tông Nhân Phủ nghị tội xử lý". Theo đó, Hoằng Thăng bị hủy bỏ tước vị Thế tử, giao cho Hằng Thân vương Dận Kì "tại gia nghiêm gia huấn hối", Ung Chính Đế còn nhấn mạnh nếu Dận Kì không thể dạy dỗ được con trai thì cả hai đều sẽ bị xử tội. Mặc dù bị trách phạt nhưng từ trước Hoằng Thăng đã được Ung Chính Đế khen ngợi về khả năng huấn luyện quân lính Bát Kỳ và trù bị các vật dụng cần thiết cho quân đội, vậy nên đến tháng 10 năm Ung Chính thứ 9 (1731), ông được Ung Chính Đế giao cho nhiệm vụ huấn luyện 2 ngàn tân binh cho quân đội Bát Kỳ dù không chính thức nhậm bất kỳ chức vụ hay tước vị gì.
Năm thứ 13 (1735), tháng 9, sau khi Càn Long Đế lên ngôi, ông được bổ nhiệm làm Đô thống Mãn Châu Chính Hoàng kỳ. Đến tháng 11, ông kiêm quản lý sự vụ Hỏa khí doanh (火器营). Năm Càn Long thứ 4 (1739), ông được điều làm Đô thống Mãn Châu Tương Hồng kỳ. Nhưng đến tháng 10, vì ông kết đảng cùng với Lý Thân vương Hoằng Tích (con trai thứ hai của Dận Nhưng) mà bị trừng phạt, cách thối Đô thống và quản lý Hỏa khí doanh. Tuy nhiên, đến những năm cuối đời ông lại được tín nhiệm. Năm thứ 17 (1752), tháng 9, ông nhậm Đầu đẳng Thị vệ. Đúng một năm sau, ông được thăng làm Chính Bạch kỳ Lĩnh thị vệ Nội đại thần. Năm thứ 19 (1754), ngày 22 tháng 4, ông qua đời, thọ 59 tuổi. Ông được truy thụy Cung Khác (恭恪), tang lễ áng theo phẩm cấp Bối lặc. Năm thứ 55 (1790), con trai thứ ba của ông là Vĩnh Trạch tập Bối tử, trở thành Hằng Thân vương đời thứ 5.

## Gia quyến

### Thê thiếp
- Đích Phu nhân: Đới Giai thị (戴佳氏), con gái của Lang trung Thuận Đại (顺岱).
- Thứ thiếp: 
  - Triệu Giai thị (兆佳氏), con gái của Sóc Sắc (朔色).
  - Y Lạp Lý thị (伊拉里氏), con gái của Quan Bảo (关保).
  - Dương thị (楊氏), con gái của Dương Phụng Ngọc (杨凤玉).

### Con trai
1. Vĩnh Thụy (永瑞; 1716 – 1769), mẹ là Thứ thiếp Triệu Giai thị. Được phong làm Phó Đô thống (副都統). Có một con trai.
2. Nhị tử, mẹ là Thứ thiếp Y Lạp Lý thị. Chết yểu.
3. Vĩnh Trạch (永泽, 1741 – 1810), mẹ là Thứ thiếp Dương thị. Năm 1788 được tập tước Hằng Thân vương và được phong Bối tử (貝子). Có bốn con trai.